# Stazione di Rovigliano
La stazione di Rovigliano è una stazione ferroviaria di Torre Annunziata, sita nella frazione Rovigliano, sulla ferrovia Torre Annunziata-Gragnano.

## Storia
La stazione è stata aperta durante gli anni 1980, considerata la chiusura della stazione di Castellammare Cantieri, poco distante: la fermata aveva come obiettivo quello di compensare l'aumento demografico della zona.

## Struttura e impianti
La stazione di Rovigliano è dotata di due binari passanti, collegati tramite un sovrappassaggio; non è presente un fabbricato viaggiatori. L'accesso, oltre all'ingresso principale dotato di rampa per i disabili, può avvenire anche attraverso dei tornelli presenti su Via Postiglione, al termine del marciapiede.

## Movimento
Il recente restyling della stazione, avvenuto grazie alle segnalazioni dei pendolari a fine 2024, ha favorito un incremento del numero dei passeggeri. Fermano i treni metropolitani con capolinea a Castellammare di Stabia e quelli che, passando per Torre Annunziata Centrale, si immettono sulla linea Napoli-Salerno ed hanno capolinea a Napoli Campi Flegrei. Va considerato che, secondo l'orario attuale, esclusivamente 7 coppie di treni (2 al mattino e 5 al pomeriggio) si muovono tra i due capolinea di Castellammare di Stabia e Napoli Campi Flegrei. Nel corso della giornata, sono presenti bus sostitutivi che effettuano il servizio tra le sole stazioni di Torre Annunziata Centrale e Castellammare di Stabia. 
E' opinione diffusa tra i residenti che un numero maggiore di treni e di servizi, com'era un tempo, favorirebbe ancor di più un trasporto efficace e sostenibile.

## Servizi
- Accessibilità per portatori di handicap
- Sovrappassaggio

## Interscambi
- Capolinea autolinee